# Mieczysław Jeżewski
Mieczysław Jeżewski (ur. 28 listopada 1890 w Warszawie, zm. w 28 grudnia 1971 w Krakowie) – polski fizyk, jeden z pionierów polskiej radiotechniki i badań ciekłych kryształów, profesor i prorektor Akademii Górniczo-Hutniczej w Krakowie.

## Życiorys
Był absolwentem Uniwersytetu Jagiellońskiego (UJ). Po ukończeniu studiów brał udział, jako ochotnik, w wojnie polsko-bolszewickiej. W roku 1921 wrócił do pracy w UJ, gdzie otrzymał stanowisko starszego asystenta, a od roku 1922 – stanowisko zastępcy profesora fizyki doświadczalnej. Uzyskał tu stopień doktora nauk fizycznych oraz habilitację (1924). Prowadził też wykłady na Studium Rolniczym UJ (od 1923). Po habilitacji specjalizował się za granicą (Zurych) w dziedzinie optyki, jako stypendysta Fundacji Rockefellera.
W roku 1926 został mianowany na stanowisko profesora nadzwyczajnego fizyki w Akademii Górniczej w Krakowie i kierownika Zakładu Fizyki na Wydziale Hutniczym. W 1929 r. został dziekanem Wydziału Hutniczego. Stanowisko profesora zwyczajnego otrzymał w roku 1934. W roku 1939 objął funkcję prorektora Akademii.
Po wybuchu II wojny światowej i wkroczeniu Niemców do Krakowa był aresztowany w ramach Sonderaktion Krakau (6 listopada 1939) i wywieziony do Sachsenhausen. Gdy został zwolniony z obozu, wrócił do Krakowa i wykładał w oficjalnej Państwowej Szkole Technicznej Górniczo-Hutniczo-Mierniczej, a nieoficjalnie – w grupach tajnego kształcenia akademickiego.
Po zakończeniu wojny pełnił ponownie funkcję prorektora Akademii (1945–1947/1948). W roku 1948 przeniósł się do Warszawy, gdzie objął stanowisko dyrektora nowej jednostki badawczej – Głównego Instytutu Fizyki Technicznej PW (GIFT). Po kilku latach (1952 r.) wrócił do AGH, gdzie został kierownikiem Katedry Fizyki i Zakładu Fizyki Technicznej. Wygłaszał też wykłady jako docent Uniwersytetu Jagiellońskiego.
Zmarł w Krakowie, pochowany na cmentarzu Rakowickim (kwatera XIIA-23-1).

## Tematyka badań
Od lat 20. XX  w. prowadził badania właściwości dielektryków i ciekłych kryształów. Zajmował się również problemami rozpraszania światła oraz właściwościami fal radiowych. Badał m.in. wpływ pola magnetycznego i elektrycznego na ich przenikalność elektryczną i magnetyczną. Należał do pionierów polskiej radiotechniki i technik telewizyjnych – artykuł Über Resonanz in einem Schwingungskreise mit parallel geschaltetem Widerstand, zawierający matematyczną analizę pracy obwodu rezonansowego tłumionego opornością równoległą, wydał w już w roku 1927. W artykule przedstawił wzory opisujące wpływ oporności na częstotliwość rezonansową i prąd płynący w obwodzie.
Z inicjatywy Mariana Mięsowicza włączył się, wraz z zespołem, do badań jądrowych, przede wszystkim dotyczących promieniowania kosmicznego – w Akademii Górniczej (później AGH) powstał drugi – po zespole Henryka Niewodniczańskiego (Katedra Fizyki Doświadczalnej Uniwersytetu Jagiellońskiego) – krakowski ośrodek naukowy, zajmujący się tymi zagadnieniami. W Katedrze Fizyki AG zbudowano aparaturę elektroniczną z licznikami G-M, przeznaczoną do badań tego promieniowania. Wzbudziła zainteresowanie kół wojskowych, gdy w roku 1937 r. rozpoczęto przygotowania lotu balonowego do stratosfery (zob. Gwiazda Polski). Do Rady Naukowej Lotu weszli m.in. Mieczysław Wolfke, Szczepan Szczeniowski Mieczysław Jeżewski i Marian Mięsowicz. Start balonu nie doszedł do skutku – balon został uszkodzony przy wypuszczaniu wodoru z powodu zbyt dużego wiatru uniemożliwiającego start. II wojna światowa uniemożliwiła przeprowadzenie kolejnej próby startu.
Prace naukowe M. Jeżewskiego, wykonane w 1949 r. wspólnie z Zygmuntem Kaweckim i Ludgerem Szklarskim, doprowadziły do opracowania przyrządu magnetycznego do badania podłużnie namagnesowanych lin stalowych, np. lin kopalnianych. Wynalazek został opatentowany i wykorzystany w praktyce, m.in. do kontroli technicznego stanu lin kolejki na Kasprowy Wierch.

## Publikacje (wybór)
Publikacje z dziedziny radiotechniki i telekomunikacji reprezentują np. pozycje wydane w latach:
- 1924 – Anisotropie der flüssigen Kristale bezüglich ihrer Dielektrizitätskonstatnten und ihrer elektrischen Feitfähigkeit, Annalen der Physik, t. 75, zeszyt 17,
- 1924 – Radjotelefonja i radjotelegrafja; wykład popularny zasad radjotechniki oraz proste sposoby budowania amatorskich stacyj odbiorczych z 162 rysunkami, wyd. T. Mikulskiego, Katowice[16],
- 1927 – Radjoodbiorniki, wyd. M. Arct, Warszawa,
- 1927 – Radjoodbiorniki lampowe, Jeżewski M., Janik Aleksander, wydawnictwo M. Arcta, Warszawa,
- 1927 – Lampa wielokrotna, Wydawnictwo M. Arcta, Warszawa,
- 1927 – Über Resonanz in einem Schwingungskreise mit parallel geschaltetem Widerstand, Zeitschrift für Physik A, t. 43, nr 5–6, Berlin/Heidelberg,
- 1938 – Przenoszenie obrazów na drodze elektrycznej i telewizja, TNSW, Lwów-Warszawa[17]

Bardzo wysoko cenione – wielokrotnie wznawiane – są podręczniki fizyki, takie jak:
- Fizyka; podręcznik dla wyższych szkół technicznych, wyd. 10 nie zmienione, PWN Warszawa 1967,
- Fizyka, uzupełnienie; podręcznik dla studentów wyższych technicznych studiów zawodowych, PWN Warszawa 1968,
- Fizyka ogólna; podręcznik dla studiów nauczycielskich. Cz. 2, wyd. 6, PWN Warszawa 1973,
- Fizyka ogólna; podręcznik dla studiów nauczycielskich. Cz. 2, Państwowe Zakłady Wydawnictw Szkolnych, Warszawa 1969,
- Fizyka ogólna; podręcznik dla studiów nauczycielskich. Cz. 1, wyd. 5, Państwowe Zakłady Wydawnictw Szkolnych, Warszawa 1973,
- Fizyka; podręcznik dla wyższych szkół technicznych, wyd. 11 poprawione i uzup., PWN Warszawa 1970

Na liście dorobku M. Jeżewskiego znajdują się patenty dotyczące konstrukcji przyrządów do magnetycznego badania lin stalowych magnesowanych podłużnie (opisy patentowe nr 33472, nr 34170, nr 42151) oraz defektografu magnetycznego do badania lin, prętów i rur stalowych (opis patentowy nr 46897).

## Członkostwo w stowarzyszeniach naukowych
Mieczysław Jeżewski był:
- od 1934 r. członkiem korespondentem Polskiej Akademii Nauk Technicznych[20],
- od 1936 r. członkiem Akademii Nauk Technicznych,
- od 1934 r. członkiem korespondentem Polskiej Akademii Umiejętności (PAU),
- od 1936 r. członkiem Polskiej Akademii Umiejętności[1].

W latach 1957–1971 pełnił funkcję wiceprezesa PAU.

## Ordery i odznaczenia
- Krzyż Oficerski Orderu Odrodzenia Polski
- Złoty Krzyż Zasługi (15 listopada 1946)[22]
- Medal Zwycięstwa i Wolności 1945
- Medal 10-lecia Polski Ludowej (19 stycznia 1955)[23]
- Złota Odznaka „Za Pracę Społeczną dla miasta Krakowa” (27 października 1969)[24]

## Opinie
Na XXXV Zjeździe Fizyków Polskich w Białymstoku prof. Andrzej Kajetan Wróblewski (Instytut Fizyki Doświadczalnej UW) przedstawił referat nt. „Fizyka w Polsce wczoraj, dziś i jutro” – krótką charakterystykę fizyki w Polsce XX w. Zaprezentował wskaźniki bibliometryczne, liczby dotyczące stopni i tytułów naukowych oraz liczby studentów fizyki. W podsumowaniu ocenił wkład Polaków do światowej fizyki XX w., wyodrębniając przede wszystkim – poza Marią Skłodowską-Curie (która w światowych zestawieniach jest wymieniana jako obywatelka francuska) – czterech fizyków, którzy dokonali odkryć na miarę Nagrody Nobla: Mariana Smoluchowskigo, Mariana Danysza, Jerzego Pniewskiego i Karola Olszewskiego. Wśród osiemnastu mniej zasłużonych, którzy jednak wnieśli bardzo poważny wkład do rozwoju fizyki i w pewnym okresie należeli do liderów światowej fizyki (których nazwiska są wymieniane w syntetycznych obcojęzycznych historycznych opracowaniach) znalazł się Mieczysław Jeżewski.